# San Jose (Nueva Ecija)
San Jose è una città componente delle Filippine, situata nella Provincia di Nueva Ecija, nella Regione di Luzon Centrale.
San Jose è formata da 38 baranggay:
- A. Pascual
- Abar 1st
- Abar 2nd
- Bagong Sikat
- Caanawan
- Calaocan
- Camanacsacan
- Canuto Ramos Pob. (District III)
- Crisanto Sanchez Pob. (District V)
- Culaylay
- Dizol
- Ferdinand E. Marcos Pob. (District II)
- Kaliwanagan
- Kita-Kita
- Malasin
- Manicla
- Palestina
- Parang Mangga
- Pinili

- Porais
- Rafael Rueda Sr. Pob. (District I)
- Raymundo Eugenio Pob. (District IV)
- San Agustin
- San Juan
- San Mauricio
- Santo Niño 1st
- Santo Niño 2nd
- Santo Niño 3rd
- Santo Tomas
- Sibut
- Sinipit Bubon
- Tabulac
- Tayabo
- Tondod
- Tulat
- Villa Floresca
- Villa Joson (Parilla)
- Villa Marina